# Curtis Strong
Curtis Strong ist ein US-amerikanischer Schauspieler und Synchronsprecher.

## Leben
Strong stammt aus dem US-Bundesstaat Texas. Er erwarb an der University of Houston-Clear Lake seinen Bachelor of Science. Zwei Jahre lang erhielt er Schauspielunterricht am The Ward Studio NYC. Nach Tätigkeiten als Bühnendarsteller in New York City gab er im 2002 Film Vampire Survivor sein Spielfilmschauspieldebüt. 2005 wirkte er im Kurzfilm Breakdown mit. 2012 war er in den Cutszenen im Computerspiel Nikita: Codebreaker zu sehen. 2013 erhielt er eine Rolle im Kurzfilm Monstrum, der am 2. November 2013 auf dem ITSA Film Festival gezeigt wurde. 2022 spielte er in den beiden Kurzfilmproduktionen Worth(less) und Midnight Militia mit. 2023 stellte er unter anderen einen Sicherheitsbeamten im Film Pure O dar. 2024 spielte er im vom Filmstudio The Asylum produzierten Katastrophenfilm The Twisters die Rolle des General Murphy dar. Der Film ist ein Mockbuster Twisters.

## Filmografie (Auswahl)
- 2002: Vampire Survivor
- 2005: Breakdown (Kurzfilm)
- 2007: Father of Lies
- 2012: Nikita: Codebreaker (Computerspiel)
- 2013: Monstrum (Kurzfilm)
- 2022: Worth(less) (Kurzfilm)
- 2022: Midnight Militia (Kurzfilm)
- 2023: Pure O
- 2023: Smelly Consequences (Kurzfilm)
- 2024: The Twisters